# Alte Maße und Gewichte (England)
Bevor 1066 von Wilhelm dem Eroberer in England auf dem römischen System aufbauende Einheiten eingeführt wurden, gab es bereits ein angelsächsisches Maßsystem basierend auf Gerstenkorn und gyrd (Rute) und vermutlich mit germanischen Wurzeln.
Später wurde das britische System in der Magna Carta von 1215 festgeschrieben mit den Definitionen der damaligen Hauptstadt Winchester. Die Standards wurden 1496, 1588 und 1758 aktualisiert. Der letzte Imperial Standard Yard aus Bronze wurde 1845 gegossen.
Offiziell wurde das britische System gegen das Dezimalsystem (basierend auf Meter) ausgetauscht.
Am 17. Juni 1824 wurde in einer Parlamentsakte festgelegt, dass die Maße und Gewichte für die vereinigten Königreiche England, Schottland und Irland einheitlich sein sollen.

## Längen
| Einheit          | deutsch               | vor 1066             | nach 1066                                             | Bemerkung                                                          |
| ---------------- | --------------------- | -------------------- | ----------------------------------------------------- | ------------------------------------------------------------------ |
| barleycorn       | Gerstenkorn           | Grundeinheit         | Grundeinheit                                          | siehe auch grain                                                   |
| digit            | Finger                | ¾ inch               | ¾ inch                                                |                                                                    |
| inch             | angelsächsisches Zoll | 3 barleycorns        | 3 barleycorns                                         | (mittelenglisch ynche, altenglisch ynce, von lateinisch uncia)     |
| nail             | Nagel                 | 3 digits             | 3 digits                                              |                                                                    |
| palm             | Hand(fläche)          | 3 inches             | 3 inches                                              | Breite der Handfläche                                              |
| hand             | Hand(breit)           | 4 inches             | 4 inches                                              | Breite der Hand mit angelegtem Daumen                              |
| shaftment        | kleine Spanne         | 6½ ynches            | 6 inches                                              | Breite der Handfläche mit ausgestrecktem Daumen                    |
| span             | große Spanne          | 3 palms              | 3 palms                                               | Breite der Handfläche mit ausgestrecktem Daumen und kleinem Finger |
| foot             | Fuß                   | meist 13 inches      | röm. pes (kleiner)                                    |                                                                    |
| cubit            | Unterarm              | 18 inches            | 18 inches                                             |                                                                    |
| ell              | Elle/Ellbogen         | 20 nails = 45 inches | 20 nails = 45 inches                                  | für Kleidung                                                       |
| yard             | Schritt               |                      | 3 feet                                                | eingeführt nach 1066                                               |
| fathom           | Faden, Klafter        | 6 feet               | 6 feet                                                | Spannweite bei ausgestreckten Armen bis Fingerspitzen              |
| rod, gyrd        | Rute                  | regional: 15–18 Fuß  | 16½ röm. Fuß                                          |                                                                    |
| (Gunter’s) chain | Kette(nlänge)         |                      | 66 feet                                               | ab 17. Jahrhundert für Landvermessung                              |
| furlong          | Furchenlänge          | 40 rods              | basierend auf gr. stadion                             |                                                                    |
| mile             | Meile                 |                      | röm. Meile: 5000 feet, ab 1592 8 furlongs (5280 feet) |                                                                    |
| league           | Leuge, Wegstunde      | meist 3 miles        | meist 3 miles                                         |                                                                    |

## Flächen
| acre | Acker, Morgen | 1 furlong × 4 rods |

## Gewicht
| grain                   | Gran, Korn                         |                                                |
| scruple                 | Skrupel                            | 20 grains                                      |
| pennyweight             | Pfenniggewicht                     | 24 grains                                      |
| dram                    | Drachme                            | 1⁄16 ounce = 1⁄256 pound = 27,34375 grains     |
| dram apothecaries       | Apothekerdrachme                   | 3 scruples = 60 grains                         |
| ounce                   | Unze                               | 16 drams = 437½ grains                         |
| ounce apothecaries/troy | Apothekerunze, Troy-Unze, Feinunze | 8 dram apothecaries = 24 scruples = 480 grains |
| pound                   | Pfund                              | 16 ounces = 7000 grains                        |
| pound apothecaries/troy | Apothekerpfund, Troy-Pfund         | 12 ounce apothecaries/troy = 5760 grains       |
| hundredweight           | Zentner                            | 112 pounds                                     |
| ton                     | Tonne                              | 20 hundredweights                              |

## Zählmaße
| score |  | 20 |

Siehe auch: Angloamerikanisches Maßsystem (Weiterentwicklung)

## Einzelnachweis
1. ↑   Leopold Einsle, Systematische Zusammenstellung der vorzüglichsten europäischen Maße, Gewichte und Münzen..., Verlag Jos. Kösel’sche Buchhandlung, Kempten 1846, S. 34.